# Лхоксёмаве
Лхоксёма́ве (индон. Lhokseumawe) — город в Индонезии, расположенный на территории провинции Ачех. Второй по численности населения город провинции.

## Географическое положение
Город находится в северной части провинции, в северной части острова Суматра, на побережье Молуккского пролива. Абсолютная высота — 0 метров над уровнем моря.

Лхоксёмаве расположен на расстоянии приблизительно 200 километров к востоку от Банда-Ачеха, административного центра провинции.

## Этимология
Название города происходит от слияния двух слов языка ачех: «Lhok» — залив и «Seumawe» — воронка на воде.

## Население
По данным официальной переписи 2010 года, население составляло 129 251 человека.
Динамика численности населения города по годам:
| 2005   | 2010    | 2012    |
| ------ | ------- | ------- |
| 82 843 | 129 251 | 139 970 |

## Экономика
Лхоксёмаве — один из наиболее значимых промышленных центров Индонезии. В городе расположены: крупнейший индонезийский завод по переработке сжиженного природного газа РТ Arun NGLВ, заводы компаний Pupuk Iskandar Muda (PIM) и Asean Aceh Fertilisers (AAF), специализирующихся на производстве азотных удобрений, а также целлюлозно-бумажный завод компании Kertas Kraft Aceh.